# Championnat du monde de badminton par équipes féminines 1994
Navigation
Kuala Lumpur 1992 Hong Kong 1996
La 15e édition du championnat du monde de badminton par équipes féminines, appelé également Uber Cup, a lieu en mai 1994 à Jakarta en Indonésie.

## Format de la compétition
44 nations participent à l'Uber Cup. À l'issue d'une phase de qualifications, 6 équipes accèdent à la phase finale où elles sont rejointes par le tenant du titre et le pays organisateur qui sont qualifiés d'office.
Ces 8 nations sont placées dans 2 groupes de 4 équipes, où chacune rencontre les 3 autres. Les deux premiers se qualifient pour des demi-finales croisées.
Chaque rencontre se joue en 5 matches : 3 simples et 2 doubles qui peuvent être joués dans n'importe quel ordre (accord entre les équipes).

## Qualifications
- Qualifié pour la phase finale

### A Glasgow, Écosse
| Groupe A       | Groupe A | Groupe A       |
| -------------- | -------- | -------------- |
| Islande        | 4-1      | Israël         |
| Islande        | 4-1      | Espagne        |
| Islande        | 3-2      | Belgique       |
| Espagne        | 3-2      | Israël         |
| Espagne        | 3-2      | Belgique       |
| Belgique       | 3-2      | Israël         |
| Groupe B       |          |                |
| Suisse         | 5-0      | Pérou          |
| Suisse         | 5-0      | Chypre         |
| Suisse         | 5-0      | Slovénie       |
| Suisse         | 5-0      | Portugal       |
| Slovénie       | 3-2      | Pérou          |
| Slovénie       | 5-0      | Chypre         |
| Slovénie       | 5-0      | Portugal       |
| Pérou          | 5-0      | Chypre         |
| Portugal       | 3-2      | Chypre         |
| Pérou          | NC       | Portugal       |
| Groupe C       |          |                |
| France         | 3-2      | Biélorussie    |
| France         | 4-1      | Pays de Galles |
| France         | 4-1      | Afrique du Sud |
| Pays de Galles | 5-0      | Biélorussie    |
| Pays de Galles | 4-0      | Afrique du Sud |
| Biélorussie    | 4-1      | Afrique du Sud |
| Groupe D       |          |                |
| Norvège        | 3-2      | Finlande       |
| Norvège        | 5-0      | États-Unis     |
| Norvège        | 5-0      | Italie         |
| Finlande       | 3-2      | Hongrie        |
| Finlande       | 3-2      | États-Unis     |
| Finlande       | 5-0      | Italie         |
| Hongrie        | 3-2      | Norvège        |
| Hongrie        | 3-2      | États-Unis     |
| Hongrie        | 5-0      | Italie         |
| États-Unis     | 5-0      | Italie         |

| Groupe W         | Groupe W | Groupe W         |
| ---------------- | -------- | ---------------- |
| Danemark         | 5-0      | Allemagne        |
| Danemark         | 5-0      | Pologne          |
| Danemark         | 5-0      | Norvège          |
| Allemagne        | 4-1      | Pologne          |
| Allemagne        | 5-0      | Norvège          |
| Pologne          | 4-1      | Norvège          |
| Groupe X         |          |                  |
| Angleterre       | 4-1      | Pays-Bas         |
| Angleterre       | 4-1      | Nouvelle-Zélande |
| Angleterre       | 5-0      | Islande          |
| Pays-Bas         | 3-2      | Nouvelle-Zélande |
| Pays-Bas         | 5-0      | Islande          |
| Nouvelle-Zélande | 5-0      | Islande          |
| Groupe Y         |          |                  |
| Russie           | 5-0      | Canada           |
| Russie           | 5-0      | Tchéquie         |
| Russie           | 5-0      | Suisse           |
| Canada           | 5-0      | Tchéquie         |
| Canada           | 5-0      | Suisse           |
| Suisse           | 3-2      | Tchéquie         |
| Groupe Z         |          |                  |
| Suède            | 4-1      | Écosse           |
| Suède            | 5-0      | Bulgarie         |
| Suède            | 5-0      | France           |
| Écosse           | 5-0      | Bulgarie         |
| Écosse           | 5-0      | France           |
| France           | 4-1      | Bulgarie         |

| Demi-finales    | Demi-finales | Demi-finales |
| --------------- | ------------ | ------------ |
| Danemark        | 3-2          | Angleterre   |
| Russie          | 3-2          | Suède        |
| Troisième place |              |              |
| Suède           | 4-1          | Angleterre   |
| Finale          |              |              |
| Danemark        | 4-1          | Russie       |

### A Singapour
| Groupe A  | Groupe A | Groupe A   |
| --------- | -------- | ---------- |
| Singapour | 4-1      | Sri Lanka  |
| Singapour | 3-2      | Kazakhstan |
| Sri Lanka | 3-2      | Kazakhstan |
| Groupe B  |          |            |
| Inde      | 5-0      | Népal      |
| Inde      | 5-0      | Mexique    |
| Mexique   | 3-2      | Népal      |

| Groupe X     | Groupe X | Groupe X  |
| ------------ | -------- | --------- |
| Corée du Sud | 5-0      | Australie |
| Corée du Sud | 5-0      | Hong Kong |
| Corée du Sud | 5-0      | Singapour |
| Australie    | 3-2      | Hong Kong |
| Australie    | 4-1      | Singapour |
| Singapour    | NC       | Hong Kong |
| Groupe Y     |          |           |
| Japon        | 4-1      | Thaïlande |
| Japon        | 5-0      | Malaisie  |
| Japon        | 5-0      | Inde      |
| Thaïlande    | 4-1      | Malaisie  |
| Thaïlande    | 5-0      | Inde      |
| Malaisie     | 3-2      | Inde      |

| Demi-finales    | Demi-finales | Demi-finales |
| --------------- | ------------ | ------------ |
| Corée du Sud    | 5-0          | Thaïlande    |
| Japon           | 4-1          | Australie    |
| Troisième place |              |              |
| Thaïlande       | 5-0          | Australie    |
| Finale          |              |              |
| Corée du Sud    | 4-1          | Japon        |

## Tournoi final

### Pays participants
| Confédération   | Pays                         |
| --------------- | ---------------------------- |
| Asie            | Corée du Sud Japon Thaïlande |
| Europe          | Danemark Russie Suède        |
| Tenant du titre | Chine                        |
| Pays hôte       | Indonésie                    |

### Phase préliminaire

#### Groupe A
| Équipe       | J | G | P |
| ------------ | - | - | - |
| Chine        | 3 | 3 | 0 |
| Corée du Sud | 3 | 2 | 1 |
| Japon        | 3 | 1 | 2 |
| Russie       | 3 | 0 | 3 |

| Résultats    | Résultats | Résultats    |
| ------------ | --------- | ------------ |
| Chine        | 3-2       | Corée du Sud |
| Chine        | 4-1       | Japon        |
| Chine        | 5-0       | Russie       |
| Corée du Sud | 5-0       | Japon        |
| Corée du Sud | 5-0       | Russie       |
| Japon        | 5-0       | Russie       |

#### Groupe B
| Équipe    | J | G | P |
| --------- | - | - | - |
| Indonésie | 3 | 3 | 0 |
| Suède     | 3 | 2 | 1 |
| Danemark  | 3 | 1 | 2 |
| Thaïlande | 3 | 0 | 3 |

| Résultats | Résultats | Résultats |
| --------- | --------- | --------- |
| Indonésie | 5-0       | Thaïlande |
| Indonésie | 3-2       | Danemark  |
| Indonésie | 5-0       | Suède     |
| Suède     | 3-2       | Thaïlande |
| Suède     | 3-2       | Danemark  |
| Danemark  | 5-0       | Thaïlande |

### Phase finale

#### Tableau
|  | Demi-finales | Demi-finales |       |   | Finale | Finale |
|  | Demi-finales | Demi-finales |       |   | Finale | Finale |
|  |              |              |       |   |        |        |
|  |              |              |       |   |        |        |
|  |              |              |       |   |        |        |
|  | Chine        | 3            |       |   |        |        |
|  | Chine        | 3            |       |   |        |        |
|  | Suède        | 2            |       |   |        |        |
|  | Suède        | 2            | Chine | 2 |        |        |
|  |              |              | Chine | 2 |        |        |
|  |              | Indonésie    | 3     |   |        |        |
|  | Corée du Sud | Indonésie    | 3     | 1 |        |        |
|  | Corée du Sud |              |       | 1 |        |        |
|  | Indonésie    | 4            |       |   |        |        |
|  | Indonésie    | 4            |       |   |        |        |

#### Finale
| 21 mai | Indonésie                       | 3 - 2 | Chine                 | Score             |
| ------ | ------------------------------- | ----- | --------------------- | ----------------- |
| SD     | Susi Susanti                    | 1-0   | Ye Zhaoying           | 11-4, 12-10       |
| DD     | Finarsih / Lili Tampi           | 1-0   | Chen Ying / Wu Yuhong | 15-13, 17-16      |
| SD     | Yuliani Santosa                 | 0-1   | Han Jingna            | 5-11, 5-11        |
| DD     | Eliza Nathanael / Zelin Resiana | 0-1   | Ge Fei / Gu Jun       | 10-15, 8-15       |
| SD     | Mia Audina                      | 1-0   | Zhang Ning            | 11-7, 10-12, 11-4 |